# Saint Thomas Lowland

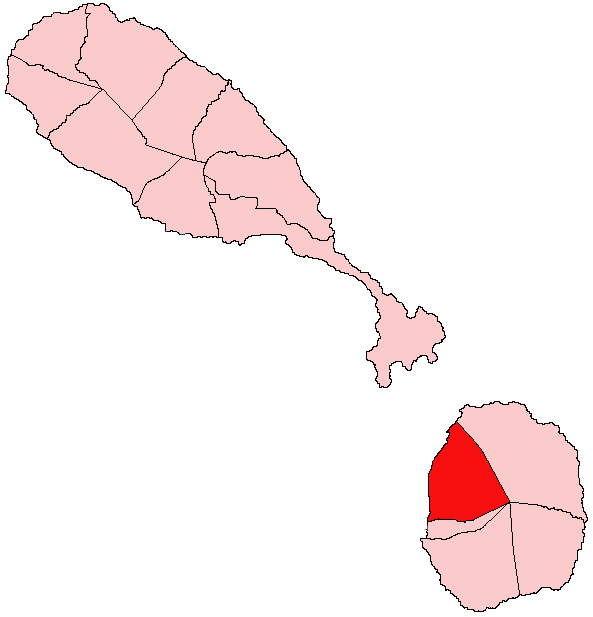

Saint Thomas Lowland – parafia w północno-zachodniej części wyspy Nevis należącej do Saint Kitts i Nevis. Jej stolicą jest Cotton Ground. Powierzchnia parafii wynosi ok. 18 km², liczy 2035 mieszkańców (2001).